# Max Herz (Mediziner)
Max Herz (* 3. April 1865 in Neutitschein, Mähren; † November 1956 in San Francisco) war ein österreichischer Internist.

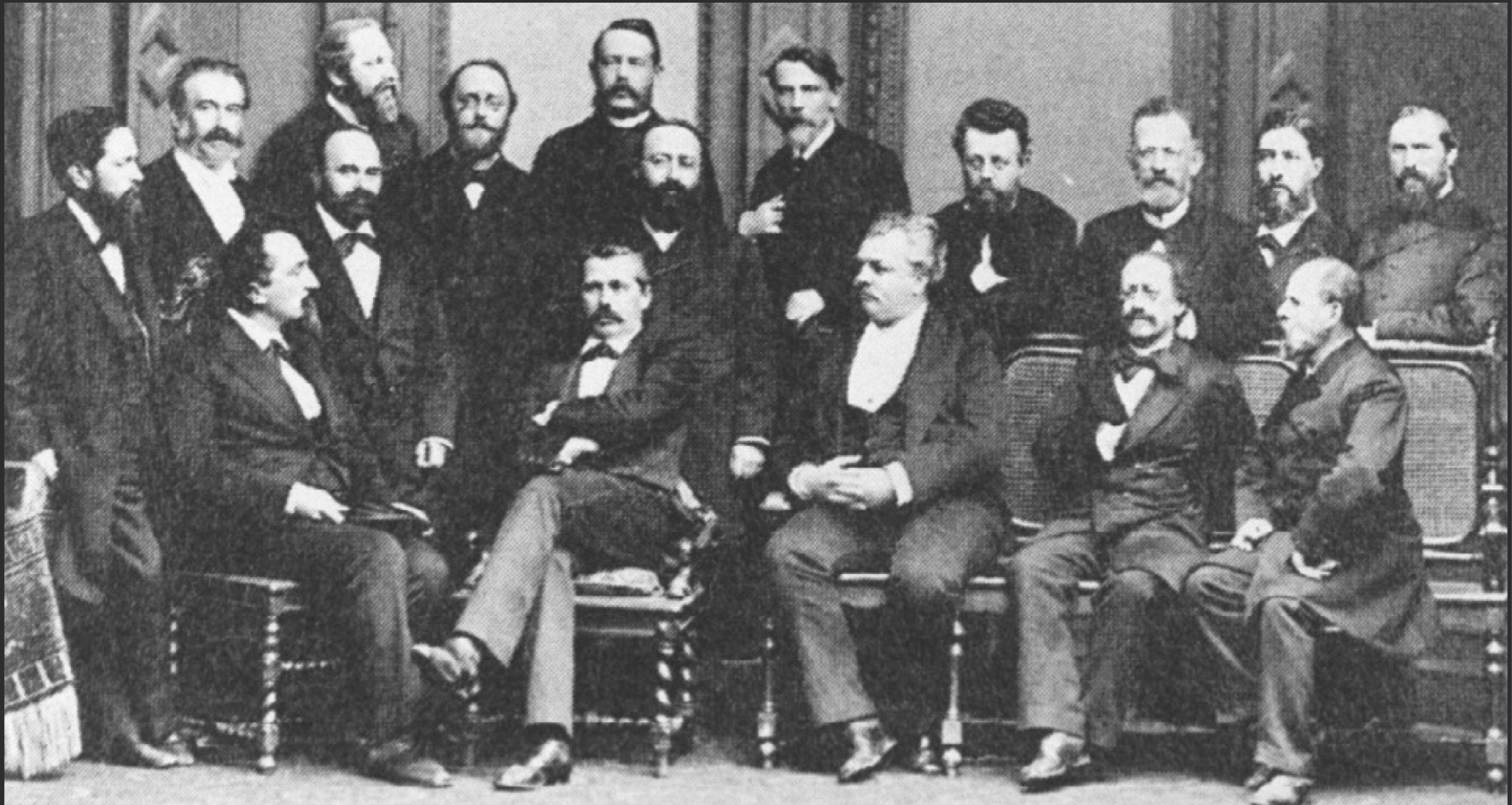
Die Abteilungsvorstände der Allgemeinen Poliklinik in Wien um 1885.
Von links, sitzend:
Alois Monti, Johann Schnitzler, Robert Ultzmann, Jakob Hock, Samuel Siegfried Karl von Basch;
von links stehend:
August Leopold von Reuss, EDmil Stoffella, Wilhelm Winternitz, Leopold Oser, Anton von Frisch, Hans von Hebra, Ludwig Fürth, Moriz Benedikt, Viktor Urbantschitsch, Max Herz, Anton Wölfler, Ludwig Bandl

## Ausbildung und Beruf
Nach Abschluss des Gymnasiums in Kremsier studierte er in Wien Medizin (1884–1890) und wurde 1890 zum Doktor der gesamten Heilkunde promoviert. In den Jahren 1890 bis 1893 war er als Aspirant und Sekundararzt am Allgemeinen Krankenhaus Wien bei Wilhelm Winternitz tätig. 1892 gründete Herz gemeinsam mit Hermann Schlesinger (1866–1934) den Wiener medizinischen Klub, aus dem die Gesellschaft für Innere Medizin hervorging, und habilitierte sich 1895 als Privatdozent für Innere Medizin, im gleichen Jahr ließ er sich als Internist in Wien nieder.
Einige Zeit verbrachte Herz in Berlin und Meran, wo er sich insbesondere mit der Behandlung von Herzerkrankungen beschäftigte. 1899 gründete er gemeinsam mit Anton Bum ein Musterinstitut in Wien, das auf den Prinzipien einer „maschinellen Heilgymnastik“ beruhte. Herz gründete 1909 das Zentralblatt für Herzkrankheiten und Krankheiten der Gefäße.
Nach dem Einmarsch der Deutschen erlosch seine Lehrbefugnis im Jahr 1938. Im März 1939 musste er zunächst nach London fliehen und emigrierte 1945 weiter nach San Francisco, wo er die amerikanische Staatsbürgerschaft erwarb.

## Leistung
Max Herz war als praktischer Arzt und Wissenschaftler gleichermaßen vielseitig, mehr als 200 wissenschaftliche Beiträge und mehrere Bücher unterschiedlicher Themenbereiche belegen dies.
Er beschrieb erstmals die Bahnen des bewegten Auges und beschäftigte sich unter anderem mit der physiologischen und therapeutischen Wirkung der Dampfhitze (1891), formulierte eine neue Fiebertheorie (1893) und versuchte, die Pathologie von Geisteskrankheiten auf die Philosophie Kants aufzubauen. Weitere Schwerpunkte seiner Arbeiten bildeten Untersuchungen zum Kapillarpuls und die apparative indirekte Blutdruckmessung (1908).

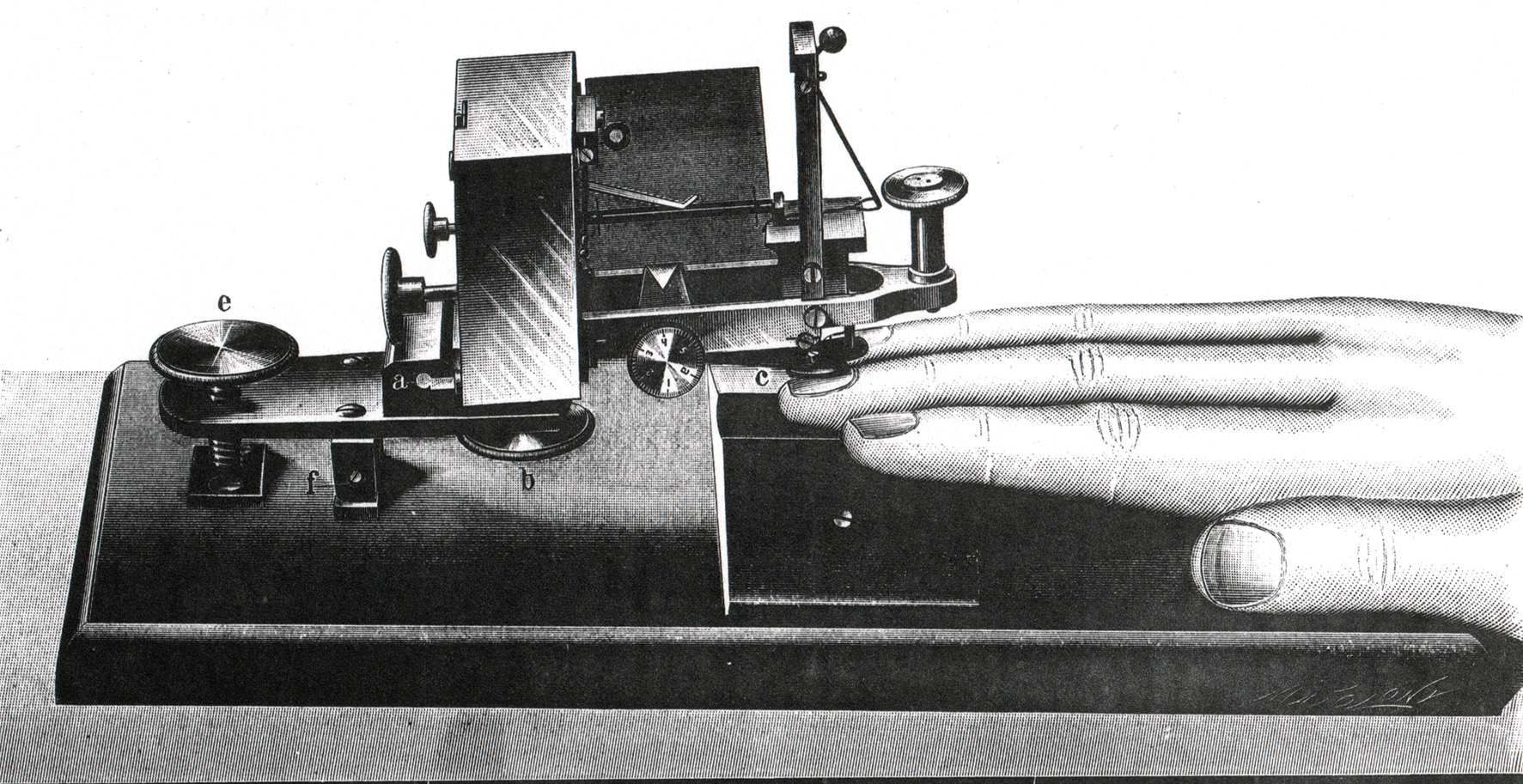
Onychometer zur Aufzeichnung von Kapillarpulskurven

1896 gab Herz ein Verfahren an, das die Möglichkeit der Aufzeichnung des Kapillarpulses bot (Onychographie). Im Wesentlichen handelte es sich um einen modifizierten Sphygmographen, der eine Pulsaufzeichnung am Fingernagel erlaubte. Eine kleine Pelotte übertrug die erstaunlich deutlichen Kapillarpulsationen auf einen Pulsschreiber. Herz hoffte mit dieser Methode Erkenntnisse über die „Weite und Nachgiebigkeit der kleinsten Gefäße der Fingerbeere“ zu gewinnen und untersuchte damit vor allem das Pulsverhalten bei Fieber und Ikterus.
Er entwickelte eine neue Methode der Thermopalpation, führte Prinzipien und Apparate der Widerstandstherapie ein (1898). Von besonderem Interesse waren heilgymnastische Behandlungsformen („maschinelle Heilgymnastik“, thermische Reize, Hydrotherapie, Licht- und Luftstrombad u. a.). Ab 1907 wandte sich Herz vor allem Arbeiten zur Diagnostik und Therapie von Herzerkrankungen und Gefäßerkrankungen (vor allem Prophylaxe und Therapie der Arteriosklerose) zu.
1916 stellte Herz außerdem eine druckfähige Klangschrift für Blinde vor.
Herz war Anhänger der Freimaurer und publizierte über diese Weltanschauung. Neben Tätigkeiten auf standesärztlichem Gebiet war Herz außerdem Präsident der Gesellschaft für physikalische Medizin.

## Schriften
- Die Bulbuswege und die Augenmuskeln. 1891
- Kritische Psychiatrie. 1895
- Onychographie. Wien Med Presse 37 (1896) 409
- Der Puls der kleinsten Gefäße. Wien Klin 22 (1896) 165
- Lehrbuch der Heilgymnastik. Berlin 1903
- Heilgymnastik (= Physikalische Therapie in Einzeldarstellungen. Heft 5). Ferdinand Enke, Stuttgart 1907.
- Ein neuer einfacher Blutdruckmesser. Münchner Med Wochenschr 55 (1908) 2538
- Ein Buch für Herzkranke. 1911
- Die Freimaurer. 1924